# Sielsowiet samoriadowski
Sielsowiet samoriadowski (ros. Саморядовский сельсовет) – jednostka administracyjna wchodząca w skład rejonu bolszesołdatskiego w оbwodzie kurskim w Rosji.
Centrum administracyjnym sielsowietu jest wieś (ros. деревня, trb. dieriewnia) Samoriadowo.

## Geografia
Powierzchnia sielsowietu wynosi 90,07 km².

## Historia
Status i granice sielsowietu zostały określone 21 października 2004 roku.

## Demografia
W 2017 roku sielsowiet zamieszkiwały 1102 osoby.

## Miejscowości
W skład sielsowietu wchodzą miejscowości: Samoriadowo, Biriukowka, Budiszcze, Kozyriewka.